# Els vigilants
Els vigilants (títol original en anglès, The Watchers) és una pel·lícula fantàstica de terror sobrenatural estatunidenca de 2024 escrita i dirigida per Ishana Night Shyamalan en el seu debut com a directora, produïda per M. Night Shyamalan i basada en la novel·la de 2021 d'A. M. Brilla. És protagonitzada per Dakota Fanning, Georgina Campbell, Olwen Fouéré i Oliver Finnegan, i segueix la Mina, una artista de 28 anys que queda atrapada en un bosc immens i verge a l'oest d'Irlanda. Buscant refugi, queda atrapada amb tres desconeguts que cada nit són perseguits per misterioses criatures.
Es va estrenar als cinemes dels Estats Units a càrrec de Warner Bros. Pictures el 7 de juny de 2024. La pel·lícula va rebre crítiques negatives i va recaptar 33 milions de dòlars a tot el món. S'ha subtitulat al català.